# Retórica en España
La historia de la retórica en España es especialmente fructífera, en cuanto que una de las estéticas literarias cultivadas en este país, el barroco, se caracterizó por un uso muy intenso de sus recursos, pero ya desde época romana hubo en España tratadistas importantísimos sobre esta materia, como Séneca el Viejo o Quintiliano.

## Historia

### Hispania romana y Edad Media
Fuera de contar con algunos hispanorromanos que fueron ya eminentes retóricos, como Séneca el Viejo, llamado también el Rétor, autor de libros de controversias y suasorias que sirvieron para enseñar la materia, o el mismo Marco Fabio Quintiliano, cuya Institutio oratoria se considera el texto modélico y clásico de su enseñanza; durante la Edad Media no se interrumpe en España el contacto con la cultura clásica helénica, bien sea directamente o a través de los árabes. El visigodo San Isidoro dedica algunos capítulos de los dos primeros libros de sus Etimologías a la Retórica, reduciendo mucho sus contenidos y partiendo sobre todo de Boecio y Casiodoro; insiste, sobre todo, en el discurso forense y dedica mucho espacio a la definición de las figuras y tropos con numerosos ejemplos; Ernst Robert Curtius considera, incluso, que se trata de un pequeño manual de Estilística; en su estudio de la dispositio se extiende también bastante, siguiendo fundamentalmente a Cicerón. La retórica medieval española insiste, y más en el siglo XII, en el De inventione de Cicerón y en la Rethorica ad Herennium; después, en los inicios del siglo XIV, parece haber más interés por la Retórica de Aristóteles, mientras que en el siglo XV renace el interés por las grandes obras de Cicerón. Sin embargo, las alusiones a la retórica son escasas; Alfonso X el Sabio cita ideas de Quintiliano y de San Isidoro en su Setenario. El bachiller Alfonso de Torre, en su Visión deleitable, hace una alegoría de la Retórica. La figura más relevante de la Edad Media es la de Ramon Llull, cuya Rhetorica nova aún permanece inédita. En su Libre d'Evast e d'Aloma e de Blanquerna considera que el conocimiento de la Retórica debe ser posterior al de la Dialéctica; la misión del orador es, para él, persuadir al auditorio mediante el empleo de imágenes, y la retórica es para él "ars inventa cum qua rhetoricus colorat et ornat sua verba".

### Renacimiento
Durante el Renacimiento la retórica en España fue deudora en general de los modelos y tratados que venían de Italia: Minturno, Pigna, Francesco Robortello son muy citados. No hay aportaciones sustancialmente originales, aunque sí algunas opiniones divergentes que no se desarrollaron a fondo; se percibe además una tendencia creciente a separar la retórica de la dialéctica. En la enseñanza se usaban sobre todo como libros de texto la Rhetorica ad Herennium, la de Jorge de Trebisonda y las de Rodolfo Agrícola. Como las clases eran unas teóricas y otras prácticas, se compusieron textos de ambos tipos: Instituciones y Progymnasmas. Predomina la elocuencia sagrada sobre la civil y se pueden destacar dos corrientes principales:
- Los seguidores de modelos clásicos: ciceronianos, anticiceronianos, eclécticos y ramistas.
- Los seguidores de la tendencia bizantina (Jorge de Trebisonda, Hermógenes de Tarso etcétera)

Fuera de las obras sobre retórica de Antonio de Nebrija, destacan, también en latín, las de Luis Vives (De causis coruptarum artium libi IV, De corrupta rhetorica y De rationi dicendi libri III, y sobre todo el Brocense en sus Organum Dialecticum et Rhetoricum (1579) y De Ratione Dicendi (1553), donde, a pesar de inspirarse en Erasmo y Pierre de la Ramée muestra como siempre su independencia de criterio; para él la retórica ha de estudiar solamente la elocutio y la actio, mientras que deja a la dialéctica la inventio y la dispositio; tanto Vives como el Brocense coinciden en situar el estudio de la Dialéctica antes que el de la Retórica. En general, las obras de Sánchez de las Brozas son un paso más en la literaturización de la retórica.
En 1541 se imprime en Alcalá de Henares la primera retórica en lengua castellana del monje jerónimo Miguel de Salinas; su originalidad deriva de que escribe en castellano con un aire muy didáctico, no en los contenidos, que son más bien decepcionantes. Muchas veces, parece que se cita a Salinas más por haber aparecido en una recopilación de tres manualitos de época que por otra cosa. A esta obra le siguieron algunas más en castellano como el Arte de Rhetorica (Madrid, 1578) de Rodrigo Santayana y el Arte de Retórica (Alcalá, 1589) de Juan de Guzmán.
En general, el siglo XVI es el más caracterizado por la redacción de tratados de retórica en latín. Dentro de esto, encontramos dos vertientes principales: de un lado, las retóricas generales, como el De Ratione Dicendi de Juan Luis Vives; de otro lado, los tratados de retórica eclesiástica, los más numerosos e innovadores, entre los que se debe destacar Ecclesiasticae Rhetoricae sive De Ratione Concionandi libri VI (Lisboa, 1575, que puede consultarse en la edición bilingüe de Manuel López-Muñoz, Logroño, 2010), de fray Luis de Granada, auténtica obra cumbre de la teoría retórica del Renacimiento.
Otras obras importantes fueron concebidas con una función más práctica, como las Rhetoricae exercitationes (Alcalá de Henares, 1569) de Alfonso de Torres, de la que se dispone de una excelente versión bilingüe por parte de Violeta Pérez Custodio (2003). Las Institutiones Oratoriae (Valencia, 1552), de Pedro Juan Nuñez y la Philosophia antigua poética de López Pinciano, así como la obra de Antonio Llull, confunden los límites entre poética y retórica. Los Rhetoricorum libri III (Amberes, 1569), de Benito Arias Montano asimilan los puntos de vista de Cicerón y Quintiliano y reciben una fuerte influencia de la Poética de Jerónimo Vida; presta especial atención a la elocutio y hace aportaciones de técnicas mnemotécnicas originales; para él las cualidades del orador, sea civil o religioso, son las mismas que han de adornar al buen cristiano.
Entre los treinta y tantos tratados de retórica de la época, cabe mencionar también acaso el De ratione dicendi (Alcalá, 1548), de Alfonso García Matamoros. Después del Concilio de Trento, una serie de predicadores trataron de adecuar la disciplina a las directrices emanadas del mismo, destacando en especial el ya citado Fray Luis de Granada, Pérez de Valdivia, Andrés Sempere, Diego de Estella y Francisco Terrones; todos estos retóricos eclesiásticos todavía predican la claridad con el fin de ejercer una más eficaz acción pastoral.

### La oratoria barroca del XVII y la reacción neoclásica del siglo XVIII
Con los excesos del Conceptismo y del Culteranismo durante todo el XVII la retórica eclesiástica entró en crisis; empieza ya a prestigiarse lo rebuscado en la oratoria eclesiástica jesuita. Los más famosos tratados de retórica del siglo son el De Arte Rhetorica del jesuita Cipriano Suárez, el De Arte Oratoria del padre Bravo y el De Ratione Dicendi de Bartolomé Alcázar. También alcanzaron algún renombre las obras de Melchor de la Cerda, Juan Bautista Poza, Francisco Novella, Pablo José Arriega, Juan Bautista Escardó y José de Olzina. Algunos teóricos sobre poética se aventuran también en la retórica, como Francisco Cascales en sus muy poco originales Tablas poéticas y el jesuita Luis Alfonso de Carvallo en su, por el contrario, muy original Cisne de Apolo, que es también una poética e incluso una estética. Bartolomé Ximénez Patón reduce la retórica a elocución, a mero arte de ornato, en su Mercurio Trimegisto. Agustín de Jesús María defiende un conceptismo moderado en su Arte de orar evangélicamente (1648) y defiende que el fin de la retórica es llevar la verdad al auditorio ilustrándolo mejor que persuadiéndolo con un estilo deleitoso. Por otra parte, Francisco Alfonso de Covarrubias nada a contracorriente al recomendar en su Instructio predicatoris los modelos cristianos frente a los clásicos y rechazar de plano el conceptismo. En cuanto a Jacinto Carlos Quintero, su Templo de la elocuencia (1629) ofrece un panorama muy rico de la oratoria sagrada de su época y una interesante información sobre la teoría retórica de este siglo, que aplica a su carta de recomendación en latín del libro sobre los Dioses antiguos de Hispania de Rodrigo Caro.
Pero, en la estela del engolado modelo de predicación que representaba fray Hortensio Félix Paravicino, muchos otros transformaron la palabra del púlpito en algo tan elaborado, retorizado e hiperculto que era prácticamente incomprensible para las finalidades morales de la misma; no servía a las intenciones prácticas de edificar almas y reformar costumbres, porque los contenidos se diluían en rebuscadas palabras, alusiones, elusiones, hipérbatos y juegos de palabras incomprensibles, así como en vanos y cortesanos énfasis; mucha culpa en esto la tuvo la obra del jesuita Baltasar Gracián Agudeza y arte de ingenio, que alcanzó un éxito considerable entre los predicadores.
Ya en el siglo XVIII el escritor jesuita José Francisco de Isla se propuso desterrar esos excesos retóricos, al igual que Cervantes había hecho con los libros de caballerías, mediante una novela satírica: Vida del famoso predicador fray Gerundio de Campazas, alias zotes (1758). La obra satirizaba el deseo de la clerigalla de misa y olla, iletrada e ignorantísima, de prosperar mediante el arte de la palabra, y tuvo el efecto de conseguir lo que pretendía, aunque la obra atravesó por los consabidos problemas con el Santo Oficio; por otra parte, Gregorio Mayáns y Siscar, en su ilustrado deseo de restaurar la buena tradición española del siglo XVI, intentó ayudar en esta tarea escribiendo importantes trabajos para reformar la oratoria religiosa, como su Orador Cristiano (1733), y sus esfuerzos culminaron al editar una monumental Rhetórica (1757), no en vano aparecida un año antes que la famosa novela de José Francisco de Isla; es más, el obispo de Barcelona Climent ordenó traducir la Retórica eclesiástica de Luis de Granada al castellano en 1770 para poner remedio a la decadencia de la oratoria sagrada. Por otra parte, Ignacio de Luzán, más conocido por las dos ediciones de su famosa Poética, dejó inédito un muy interesante y originalísimo manuscrito titulado La Retórica de las conversaciones fechado en 1729 y que sólo ha visto la luz modernamente en una edición de 1991, presentada por M. Béjar Hurtado; el autor sostiene el carácter eminentemente persuasivo del uso coloquial del lenguaje, y describe la fuerza expresiva y comunicativa de los diferentes procedimientos que normalmente se emplean en la conversación ordinaria, analizando las diversas funciones que las convenciones sociales le asignan al lenguaje. El autor ha recurrido casi solamente a su propia observación y utiliza otras fuentes con independencia de criterio. Otros retóricos de notar, fuera del ya citado Gregorio Mayáns, son Francisco José Artigas y su Epítome de la elocuencia española (1750), todavía un dogmatizador de la escuela conceptista, la Rhetórica castellana (1764) de Alonso Pabón Guerrero, la castiza Filosofía de la Elocuencia (1777) de Antonio Capmany y los famosísimos y archidivulgados, reimpresos, extractados, resumidos, ampliados, anotados y rehechos Elementos de Retórica (1777) del escolapio manchego Calixto Hornero. Cierra el siglo el Tratado de la elocución (1795) de Mariano Madramany y Calatayud.

### La retórica en elsigloXIX
Al principio de siglo se reparten los partidarios de la cerrada retórica neoclasicista de Charles Batteux, traducido por Agustín García de Arrieta, inspiradora de escritores como Leandro Fernández de Moratín, y los partidarios de una retórica prerromántica más abierta, seguidores del tratado de Hugo Blair, traducido por José Luis Munárriz, entre los que preconizada especialmente por el poeta Manuel José Quintana. Los principales tratadistas de retórica del siglo XIX español que contienen algún elemento novedoso son Francisco Sánchez Barbero (Principios de Retórica y Poética, 1805), José Mamerto Gómez Hermosilla (Arte de hablar en prosa y verso, 1826) y Pedro Felipe Monlau (Elementos de Literatura o Tratado de Retórica y Poética, 1842); todos los demás, que son muchos, adoptan una perspectiva exclusivamente didáctica o que reduce la retórica a mera elocución o disciplina literaria.

### La retórica española en elsigloXXy en elsigloXXI
En el siglo XX han compuesto tratados de retórica en español Kurt Spang (Fundamentos de retórica, 1984) y Tomás Albadalejo (Retórica, 1989). Ha antologado las retóricas españolas A. Porqueras Mayo y han realizado estudios interesantes Fernando Lázaro Carreter, Miguel Ángel Garrido Gallardo (Retórica y periodismo, 2010), Antonio Martí (La preceptiva retórica española en el Siglo de Oro, 1972), José María Pozuelo Yvancos, Antonio García Berrio, Elena Artaza (Antología de textos retóricos españoles del s. XVI, 1997), María Elena Arenas Cruz y Francisco José Sánchez (Retórica parlamentaria española, 2012).